# Cognat
En lingüística històrica, s'anomenen cognats o doblets aquells termes amb un mateix origen etimològic, però amb diferent evolució fonètica. El vocable deriva del llatí cognatus, co- ('amb') i -gnatus, natus, participi del verb llatí nascere, 'néixer'. La seva traducció literal seria 'consanguini, amb un mateix avantpassat, o relacionat per una mateixa naturalesa, característica o funció anàloga'.
Per exemple, encyclopaedia (des de la traducció anglesa) és un cognat d'enciclopèdia (en català). De vegades, poden escriure's llargues sèries de termes cognats dins d'una mateixa família de llengües. Per exemple, entre les llengües indoeuropees tenim aquestes dues sèries de cognats:
1. nit (català), night (anglès), nuit (francès), Nacht (alemany), nacht (neerlandès), nat (danès), noc (txec i polonès), noch (rus), noc (croat), noc (serbi), nox (llatí), nakti- (sànscrit), nate (albanès), nos (gal·lès), nueche (asturià), nit/nuet/nueit (aragonès), noite (gallec i portuguès), notte (italià), nuèch/nuèit (nuòch/nuit)  (occità), noche (castellà), noapte (romanès), nott (islandès) i naktis (lituà): tots signifiquen 'nit' i tenen una similitud fonètica evident: això és perquè tots deriven del protoindoeuropeu *nekw t- 'nit'.
2. estel (català), star (anglès), étoile (francès), Stern (alemany), ster (neerlandès), stella (llatí, italià), str (sànscrit), seren (gal·lès), estela (occità), estrela (aragonès), estrela (gallec i portuguès), estrella (castellà), stea (romanès), stjarna (islandès), aster (grec), setare (persa) i estêre (kurd). En aquest cas, tots signifiquen 'estrella' i deriven del protoindoeuropeu *ster- 'estrella'.

La semblança entre els termes cognats indueix sovint a traduccions errònies, com la de l'anglès actually per actualment, encara que el que significa és 'realment', o 'de fet', o com sensible, que sembla que significa 'sensible', quan en realitat significa 'sensat'. Això és conegut com a fals amic.

## Falsos cognats
Els cognats falsos són aquelles paraules que semblen tenir un origen comú, però que després d'un estudi lingüístic es pot determinar que no tenen cap mena de relació. Així, per exemple, si ens basem en similituds superficials, podríem suposar que el verb llatí habere i l'alemany haben, que signifiquen 'tenir', són cognats, però no és així. Si comprenem la manera com evolucionen les dues llengües a partir de les arrels protoindoeuropees, veurem que no poden ser-ho: haben prové en realitat del protoindoeuropeu *kap (agafar), i el seu cognat real en llatí és capere ('prendre, capturar'). El verb llatí habere, en canvi, deriva del protoindoeuropeu *ghabh ('donar, rebre'), per la qual cosa és el cognat de la paraula alemanya geben.
La similitud entre paraules de diferents llengües no és prou per a demostrar que aquests vocables estan relacionats entre si, de la mateixa manera que només per una semblança física no es pot determinar si dues persones tenen els mateixos gens. Després de milers i milers d'anys, les paraules poden canviar la seva pronunciació completament: per exemple, la paraula anglesa five i la sànscrita panca són cognats, mentre que la paraula anglesa over i l'hebrea a'var no.